# Relais 4 x 200 mètres nage libre masculin aux championnats du monde de natation 2023
Cet article traite de l'épreuve masculine. Pour la compétition féminine, voir Relais 4 x 200 mètres nage libre féminin aux championnats du monde de natation 2023.
Le relais 4 x 200 mètres nage libre masculin est une épreuve de natation sportive des championnats du monde de natation 2023. Elle a lieu le 28 juillet 2023 à Fukuoka au Japon.

## Records
Avant cette compétition, les records dans cette discipline étaient :
| Record du monde       | 6 min 58 s 55 | États-Unis | 31 juillet 2009 | Rome, Italie |
| Record du championnat | 6 min 58 s 55 | États-Unis | 31 juillet 2009 | Rome, Italie |

## Résultats détaillés
Les 8 meilleurs temps se qualifient pour la finale (Q).

### Séries
| Rang | Série | Ligne | Pays            | Nageurs                                                                                 | Temps                                                   | Temps         | Commentaire        |
| Rang | Série | Ligne | Pays            | Nageurs                                                                                 | Individuels                                             | Global        | Commentaire        |
| ---- | ----- | ----- | --------------- | --------------------------------------------------------------------------------------- | ------------------------------------------------------- | ------------- | ------------------ |
| 1    | 1     | 4     | Australie       | Flynn Southam Elijah Winnington Kai James Taylor Thomas Neill                           | 1 min 47 s 85 1 min 46 s 27 1 min 44 s 56 1 min 45 s 69 | 7 min 04 s 37 | Q                  |
| 2    | 2     | 4     | États-Unis      | Drew Kibler Baylor Nelson Henry McFadden Jake Mitchell                                  | 1 min 46 s 44 1 min 47 s 13 1 min 46 s 39 1 min 46 s 11 | 7 min 06 s 12 | Q                  |
| 3    | 1     | 3     | Italie          | Marco De Tullio Matteo Ciampi Filippo Megli Stefano Di Cola                             | 1 min 47 s 77 1 min 46 s 89 1 min 45 s 62 1 min 45 s 84 | 7 min 06 s 12 | Q                  |
| 4    | 2     | 5     | Grande-Bretagne | Joe Litchfield Duncan Scott Thomas Dean Matthew Richards                                | 1 min 47 s 14 1 min 46 s 21 1 min 46 s 85 1 min 46 s 00 | 7 min 06 s 20 | Q                  |
| 5    | 1     | 6     | France          | Hadrien Salvan Wissam-Amazigh Yebba Roman Fuchs Enzo Tesic                              | 1 min 47 s 03 1 min 45 s 70 1 min 47 s 09 1 min 46 s 58 | 7 min 06 s 40 | Q                  |
| 6    | 2     | 6     | Corée du Sud    | Hwang Sun-woo Kim Woo-min Yang Jae-hoon Lee Ho-joon                                     | 1 min 47 s 29 1 min 46 s 02 1 min 47 s 31 1 min 46 s 20 | 7 min 06 s 82 | Q, Record national |
| 7    | 2     | 1     | Allemagne       | Lukas Märtens Rafael Miroslaw Josha Salchow Timo Sorgius                                | 1 min 45 s 60 1 min 46 s 74 1 min 47 s 39 1 min 47 s 77 | 7 min 07 s 50 | Q                  |
| 8    | 1     | 5     | Brésil          | Luiz Altamir Melo Fernando Scheffer Murilo Sartori Guilherme Costa                      | 1 min 47 s 73 1 min 47 s 12 1 min 46 s 57 1 min 46 s 32 | 7 min 07 s 74 | Q                  |
| 9    | 2     | 8     | Japon           | Hidenari Mano Katsuhiro Matsumoto Taikan Tanaka Fuyu Yoshida                            | 1 min 47 s 25 1 min 45 s 60 1 min 48 s 23 1 min 47 s 62 | 7 min 08 s 70 |                    |
| 10   | 2     | 7     | Israël          | Denis Loktev Tomer Frankel Daniel Namir Gal Cohen Groumi                                | 1 min 47 s 38 1 min 48 s 39 1 min 47 s 19 1 min 46 s 82 | 7 min 09 s 78 |                    |
| 11   | 1     | 2     | Chine           | Ji Xinjie Hong Jinquan Zhang Ziyang Wang Haoyu                                          | 1 min 47 s 29 1 min 47 s 69 1 min 48 s 46 1 min 46 s 44 | 7 min 09 s 99 |                    |
| 12   | 1     | 7     | Canada          | Ruslan Gaziev Patrick Hussey Finlay Knox Javier Acevedo                                 | 1 min 47 s 73 1 min 48 s 33 1 min 47 s 57 1 min 47 s 04 | 7 min 10 s 67 |                    |
| 13   | 1     | 8     | Espagne         | César Castro Luis Dominguez Sergio Montalban Carlos Roldan                              | 1 min 47 s 35 1 min 46 s 97 1 min 47 s 74 1 min 48 s 79 | 7 min 10 s 85 | Record national    |
| 14   | 2     | 2     | Suisse          | Antonio Djakovic Roman Mityukov Noè Ponti Nils Liess                                    | 1 min 46 s 37 1 min 48 s 53 1 min 46 s 79 1 min 49 s 18 | 7 min 10 s 87 |                    |
| 15   | 2     | 3     | Hongrie         | Nándor Németh Richárd Márton Balázs Holló Kristóf Rasovszky                             | 1 min 47 s 98 1 min 48 s 63 1 min 47 s 18 1 min 47 s 78 | 7 min 11 s 57 |                    |
| 16   | 2     | 0     | Thaïlande       | Dulyawat Kaewsriyong Tonnam Kanteemool Ratthawit Thammananthachote Navaphat Wongcharoen | 1 min 53 s 44 1 min 53 s 40 1 min 54 s 80 1 min 57 s 64 | 7 min 39 s 28 |                    |
| 17   | 1     | 1     | Viêt Nam        | Do Ngoc Vinh Nguyễn Hữu Kim Sơn Mai Tran Tuan Anh Nguyen Quang Thuan                    | 1 min 53 s 65 1 min 55 s 04 1 min 57 s 64 1 min 58 s 00 | 7 min 44 s 33 |                    |

### Finale
| Rang               | Ligne | Pays            | Nageurs                                                            | Temps                                                   | Temps         | Commentaire     |
| Rang               | Ligne | Pays            | Nageurs                                                            | Individuels                                             | Global        | Commentaire     |
| ------------------ | ----- | --------------- | ------------------------------------------------------------------ | ------------------------------------------------------- | ------------- | --------------- |
| Médaille d'or      | 6     | Grande-Bretagne | Duncan Scott Matthew Richards James Guy Thomas Dean                | 1 min 45 s 42 1 min 44 s 65 1 min 45 s 17 1 min 43 s 84 | 6 min 59 s 08 |                 |
| Médaille d'argent  | 5     | États-Unis      | Luke Hobson Carson Foster Jake Mitchell Kieran Smith               | 1 min 46 s 00 1 min 44 s 49 1 min 45 s 06 1 min 44 s 47 | 7 min 00 s 02 |                 |
| Médaille de bronze | 4     | Australie       | Kai James Taylor Kyle Chalmers Alexander Graham Thomas Neill       | 1 min 45 s 79 1 min 45 s 19 1 min 45 s 55 1 min 45 s 60 | 7 min 02 s 13 |                 |
| 4                  | 2     | France          | Hadrien Salvan Wissam-Amazigh Yebba Enzo Tesic Léon Marchand       | 1 min 46 s 73 1 min 45 s 54 1 min 46 s 70 1 min 44 s 89 | 7 min 03 s 86 |                 |
| 5                  | 3     | Italie          | Marco De Tullio Filippo Megli Matteo Ciampi Stefano Di Cola        | 1 min 47 s 43 1 min 44 s 94 1 min 46 s 03 1 min 45 s 55 | 7 min 03 s 86 |                 |
| 6                  | 7     | Corée du Sud    | Hwang Sun-woo Kim Woo-min Yang Jae-hoon Lee Ho-joon                | 1 min 46 s 35 1 min 44 s 84 1 min 48 s 35 1 min 44 s 53 | 7 min 04 s 07 | Record national |
| 7                  | 1     | Allemagne       | Lukas Märtens Rafael Miroslaw Josha Salchow Timo Sorgius           | 1 min 44 s 79 1 min 45 s 79 1 min 47 s 35 1 min 48 s 21 | 7 min 06 s 14 |                 |
| 8                  | 8     | Brésil          | Murilo Sartori Guilherme Costa Fernando Scheffer Luiz Altamir Melo | 1 min 46 s 70 1 min 46 s 05 1 min 46 s 96 1 min 46 s 72 | 7 min 06 s 43 |                 |